# Tierkopfdolch

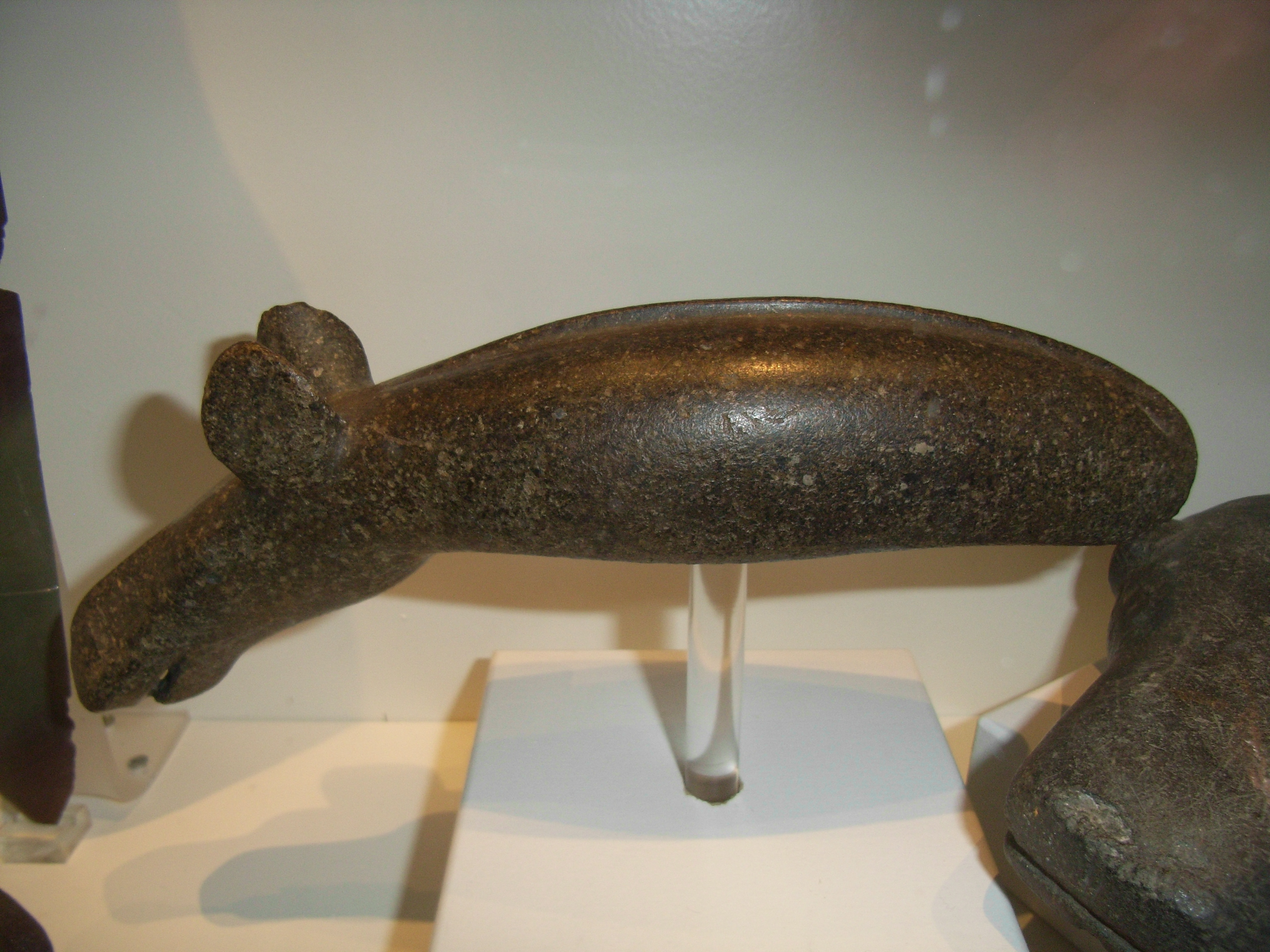
Alunda-Elch im Historiska museet

Tierkopfdolche aus Schiefer sind eine kleinplastische Fundgattung, die im nördlichen Schweden bereits zeitlich parallel zum südskandinavischen Mesolithikum datiert werden konnte. Sie wurden auf Wohnplätzen gefunden (zum Beispiel Äsele und Stora Tjikkiträsket in Lappland – sieben fragmentarische Exemplare – und bei Norra Sannäs, Provinz Hälsingland – ein intaktes Exemplar).
Das Alter der Schieferdolche ist unbestimmt. Dem Duktus nach gehören sie dem jägerischen nordeurasischen Kulturkreis an, in dem Tierköpfe an verschiedenartigen Utensilien (Steinplatten mit Widderkopf) vorkommen. Einen Anhaltspunkt könnte das bisher größte gefundene Exemplar aus der grubenkeramischen Siedlung im Kirchspiel Valbo in Gästrikland (etwa 30 cm lang) nach der Bearbeitung des nordeuropäischen Materials liefern. Wahrscheinlich wurden die überaus eleganten Dolche noch während einer Phase hergestellt, die dem Mittel- und dem Spätneolithikum in Südskandinavien entspricht.
In diesem Zusammenhang ist auch die Skulptur des so genannten Alunda-Elchs zu erwähnen.